# العقد النفسية التي تحكم الشرق الأوسط (كتاب)
العُقد النفسية التي تحكم الشرق الأوسط هو أول كتاب للأستاذ محمد حسنين هيكل في عصر الرئيس جمال عبد الناصر، وثاني كتاب له، وهو من القطع الصغير ضمن 168 صفحة، وقد صدر في عام 1958.

## تقديم
- إن المشاكل التي وقعت في الشرق الأوسط، الأحلاف والمشروعات والمناورات والمؤامرات، تركت وراءها آثارا ورواسب تراكمت بعضها فوق بعض، وتفاعلت مع العوامل البشرية في أعماق نفوس الرجال، الذين يصنعون الحوادث في الشرق الأوسط، أو يصنعونها للشرق الأوسط، وكانت نتيجة هذا التفاعل، ذلك الذي نراه ونشعر به في المنطقة اليوم.[4]

أو بعبارة أكثر تحديدا. 
إن الشرق الأوسط الآن لا تحكمه المشاكل نفسها، وانما تحكمه العقد التي خلفتها المشاكل.

## فصول
نظم الكاتب هذه العقد في مقالات سبع :
1. لبنان أو عقدة الذنب
2. جون فوستر دالاس أو مجموعة عقد في رجل
3. الولايات المتحدة الأمريكية أو مجموعة عقد في سياسة دولة !
4. عزل مصر أو جمعية ضحايا دالاس في الشرق الأوسط
5. عقد الاضطهاد أو هرقل والعروش الهاشمية
6. عقدة أوديب أو بريطانيا التي كانت عظمى !
7. عقدة الخوف أو دور روسيا في هذه العقد وعقدة المال الذي لا أول له ولا آخر.